# 圣佩德罗 (阿爾瓦塞特省)
圣佩德罗，是西班牙卡斯蒂利亚-拉曼恰自治区阿尔瓦塞特省的一个市镇。 总面积83km², 总人口1309人（2001年），人口密度16人/km²。